# Urbasa y Andia
Urbasa y Andia este o arie protejată (arie specială de conservare — SAC, sit de importanță comunitară — SCI) din Spania întinsă pe o suprafață de 27.857,68 ha, integral pe uscat.

## Localizare
Centrul sitului Urbasa y Andia este situat la coordonatele 42°50′27″N 2°04′44″W / 42.8409°N 2.079°V.

## Înființare
Situl Urbasa y Andia a fost declarat sit de importanță comunitară în martie 1999 pentru a proteja 2 specii de plante și 35 de specii de animale. Situl a fost protejat și ca arie specială de conservare în octombrie 2007.

## Biodiversitate
Situată în ecoregiunile atlantică și mediteraneană, aria protejată conține 21 de habitate naturale: Pajiști uscate seminaturale și facies de acoperire cu tufișuri pe substraturi calcaroase (Festuco-Brometalia) (* situri importante pentru orhidee), Păduri de Castanea sativa, Pajiști alpine și boreale, Lande oro-mediteraneene cu formațiuni endemice de grozamă, Pante stâncoase calcaroase cu vegetație casmofită, Păduri de stejar sau de stejar și carpen sub-atlantice și medio-europene de Carpinion betuli, Pajiști cu Molinia pe soluri calcaroase, turboase sau argilos-nămoloase (Molinion caeruleae), Păduri de fag acidofile atlantice, cu subarboret de Ilex și, uneori, de asemenea, Taxus, la nivelul arbuștilor (Quercion robori-petraeae sau Ilici-Fagenion), Grohotișuri termofile și vest-mediteraneene, Liziere de ierburi înalte hidrofile de câmpie și de nivel montan până la alpin, Păduri de fag din Europa Centrală dezvoltate pe sol calcaros cu Cephalanthero-Fagion, Pajiști umede atlantice temperate cu Erica ciliaris și Erica tetralix, Formațiuni ierboase bogate în specii de Nardus, dezvoltate pe substraturi silicioase în zone montane (și în zone submontane, în Europa continentală), Formațiuni stabile xerotermofile de Buxus sempervirens pe pante stâncoase (Berberidion p.p.), Păduri pe pante, grohotișuri și ravene de Tilio-Acerion, Pseudostepă cu ierburi și specii anuale de Thero-Brachypodietea, Peșteri inaccesibile publicului, Pajiști alpine și subalpine calcaroase, Păduri iberice de Quercus faginea și Quercus canariensis, Păduri de Quercus ilex și Quercus rotundifolia, Matorral arborescenți cu Juniperus spp..
La baza desemnării sitului se află mai multe specii protejate:
- plante (2): Narcissus asturiensis, Narcissus pseudonarcissus subsp. nobilis
- păsări (20): fâsă-de-câmp (Anthus campestris), acvilă de munte (Aquila chrysaetos), buha (Bubo bubo), caprimulg (Caprimulgus europaeus), șerpar (Circaetus gallicus), erete vânăt (Circus cyaneus), ciocănitoare neagră (Dryocopus martius), șoim călător (Falco peregrinus), zăgan (Gypaetus barbatus), vulturul pleșuv sur (Gyps fulvus), acvilă pitică (Hieraaetus pennatus), sfrâncioc roșiatic (Lanius collurio), Leiopicus medius, ciocârlie de pădure (Lullula arborea), gaia neagră (Milvus migrans), gaia roșie (Milvus milvus), vultur egiptean (Neophron percnopterus), viespar (Pernis apivorus), Pyrrhocorax pyrrhocorax, sitar de pădure (Scolopax rusticola)
- mamifere (7): liliac cârn (Barbastella barbastellus), liliac cu aripi lungi (Miniopterus schreibersii), liliac cu urechi de șoarece (Myotis blythii), liliac cărămiziu (Myotis emarginatus), liliac comun (Myotis myotis), liliacul mare cu potcoavă (Rhinolophus ferrumequinum), liliacul mic cu potcoavă (Rhinolophus hipposideros)
- nevertebrate (8): Austropotamobius pallipes, croitorul mare al stejarului (Cerambyx cerdo), Elona quimperiana, fluturele auriu (Euphydryas aurinia), Limoniscus violaceus, rădașcă (Lucanus cervus), Osmoderma eremita, Rosalia alpina

Pe lângă speciile protejate, pe teritoriul sitului au mai fost identificate 7 specii de plante, 3 specii de amfibieni, 3 specii de mamifere, 1 specie de nevertebrate, 1 specie de reptile.